# Кран (ігровий автомат)

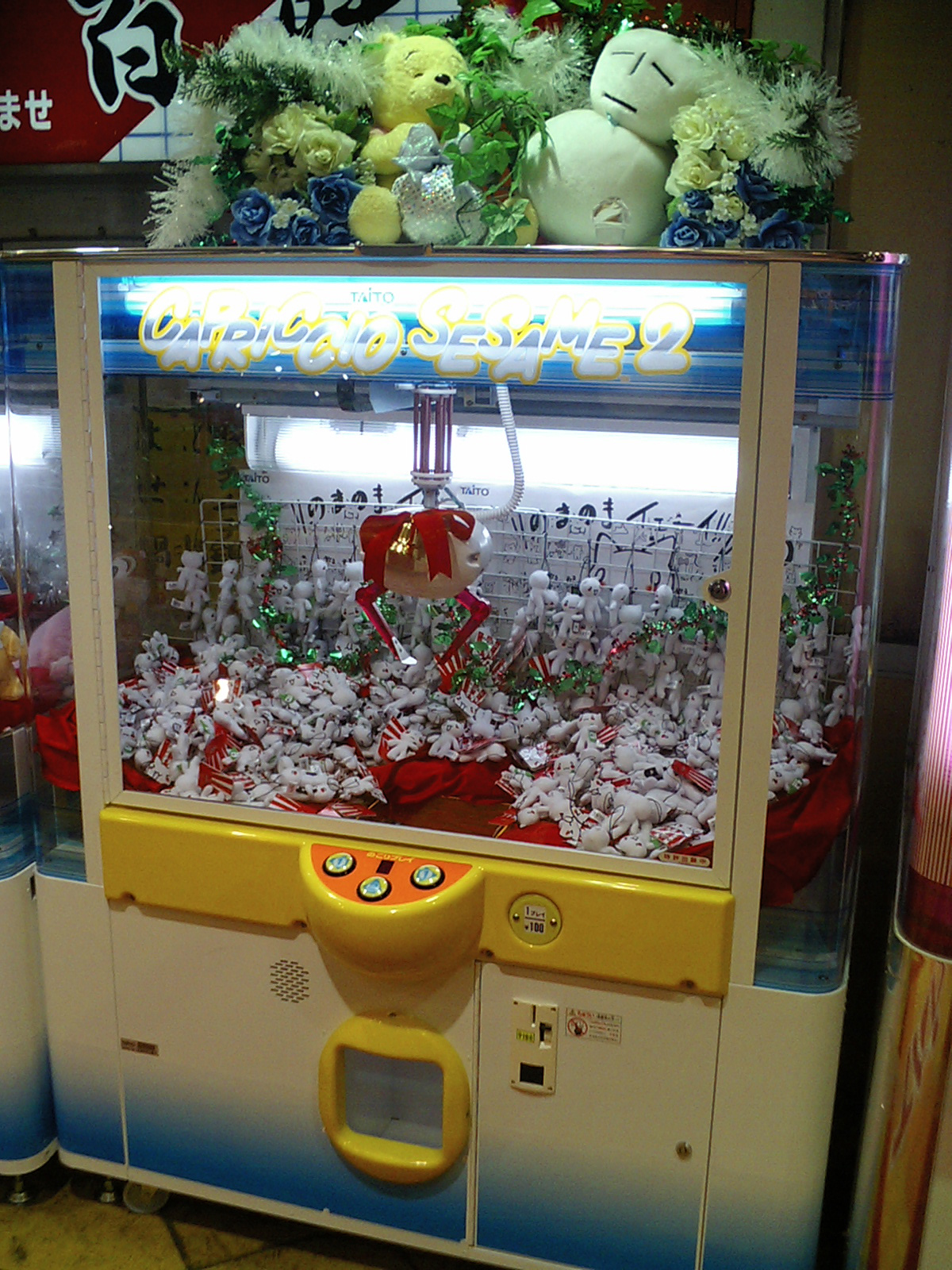
Японський «кран»

Кран, кран-машина або хапалка — ігровий автомат, винайдений в США на початку XX століття і що імітує підйомний кран з захопленням . Керуючи цим краном, гравець повинен захопити який-небудь приз (зазвичай м'яку іграшку).
Існують також схожі автомати «Бульдозер» (потрапити києм в отвір), «Ножиці» (відрізати нитку з призом) та інші.

## Пристрій і правила
Автомат являє собою прозору скриньку з призами (м'якими іграшками тощо). Згори — мініатюрний мостовий кран з захопленням. Гравець ставить кран над призом. Після цього захоплення автоматично опускається, після контакту з поверхнею закривається, піднімається назад, і кран повертається до вікна видачі. Якщо гравець спритний, він зможе підчепити захопленням іграшку і привезти її.
Є багато варіантів правил. У всіх з них кран може захопити іграшку настільки слабо, що вона впаде, як тільки кран вдариться в обмежувач. Буває і дворівневий хват: спочатку іграшка утримується міцно, а потім хватка поступово слабшає.
Повне управлінняКран управляється 4-позиційним джойстиком і опускається після натискання кнопки. У таких правилах отримати приз легко, і тому автомат зазвичай з певною ймовірністю послаблює хватку.
Вперед і вправоЄ дві кнопки. При натисканні на першу кран рухається вперед. Як тільки гравець відпускає кнопку, вона блокується і більше не діє. Друга кнопка точно так же рухає кран вправо. Після цього кран автоматично опускається, захоплює щось і направляється до вікна видачі. Такі крани (з досить міцним захопленням) були поширені в СРСР під такими назвами, як «Кран», «Батискаф», «Зонд» та інші.
Маленьке вікно видачіКран, як і раніше, керується 4-позиційним джойстиком. Вікно видачі знаходиться в середині і дуже маленьке, і треба потрапити в нього призом — довести до нього кран і відпустити отриманий приз.
При програші отримай цукеркуЯкщо програв, включається другий кран, з цукерками. Гра триває, поки гравець не добуде хоча б одну цукерку.
Залежно від типу пристрою, ймовірність виграшу може як бути у великій залежності від навичок гравця — його точності, навичок управління та вдалого розташування призів, так і бути практично в повній залежності від генератора випадкових чисел, який використовується системою управління.
Також в залежності від моделі та призначення автомат може комплектуватися монетоприймачем, купюроприймач, датчиком удару / нахилу, вузлом, які друкують купони, музичним супроводом, необнуляемим електромеханічним лічильником проведених ігор.

## Призи
Найпоширеніші призи — невеликі іграшки в округлих капсулах, м'які іграшки, м'ячики, цукерки. Втім, власники автоматів в якості реклами можуть виставляти навіть мобільні телефони і цифрові фотоапарати (найчастіше дешеві, підробки). Умілі гравці стверджують, що округлі капсули і квадратні коробки зазвичай складніше в отриманні, ніж м'які іграшки.
В СРСР як призи використовувалися канцелярські товари, діафільми, календарики.
Навіть якщо кран «чесний», варіюючи розмір і властивості призів, можна збільшувати і зменшувати ймовірність виграшу. Деякі автомати, якщо видано занадто багато призів, оголошують себе «зламаними» і перестають приймати гроші.
Веб 2.0 зробив рекламу «кранам»: відео, як хтось отримує дорогий приз, стають хітами.

## Юридичний статус
У більшості юрисдикцій вимоги до «кранів» набагато нижчі, ніж до звичайних азартних автоматів. Наприклад, більшість штатів США вимагають, щоб приз було реально взяти захопленням, а оптова ціна призів була не надто великою.
Багато виробників перебудовують автомати під інші правила і отримують сертифікати, що шанси на приз залежать тільки від окоміру і спритності гравця. Також поширена практика повторювати гру, поки не виграєш; в цьому випадку іграшка — це не виграш, а лише заохочувальний приз.

## Історія
На початку XX століття почався галас близько будівництва Панамського каналу, і будівельні машини стали приваблювати людей: їх гравірували на застібках для кишенькових годинників, популярними іграшками стали екскаватори та крани. Тоді в США і з'явився цукерковий автомат, що нагадує екскаватор з грейферним ковшем . Як тільки в автомат кидали п'ятачок і крутили ручку, мініатюрний ківш опускався, захоплював порцію цукерок і звалював їх в жолоб. Потім зробили найпростіше механічне управління екскаватором. Казино стали підмішувати до цукерок грошові призи . Йшла Велика депресія, і мало кого наймали управляти справжніми екскаваторами, так люди, які втратили надію, шукали щастя на їхніх мініатюрних побратимах. Поширення електрики дало рекламу автоматам, але не перевело їх на електричне управління.
1951 року «екскаватори» оголосили в США азартними іграми — автомати не можна було ставити де завгодно, і вони не повинні перетинати кордони штатів. Залишили тільки ярмаркові варіанти — без монетоприймачів, включалися оператором, з призом до 1 долара і грою до 10 центів. Тим часом в Японії винайшли кран-машину в її сучасному вигляді, із захопленням замість ковша і транзисторним управлінням. У 1970-ті роки вимоги послабили, і крани влаштувалися і в США.
З розвалом СРСР прийшли «крани» нових зразків: в залежності від випадку, вони захоплювали повітря або захоплювали з запізненням, або ще якимось чином навмисно не підбирали приз. Тим часом в США «крани» досягли небувалої популярності завдяки мультфільму «Історія іграшок».
У 2015 році на популярному новинному сайті Vox вийшла гучна стаття про крани-рулетки. У відповідь BMI Gaming, один з виробників «кранів», видалив з відкритого доступу сервісну інструкцію. Спеціаліст з ігрових автоматів виступив з черговою відпискою, але визнав, що співтовариство розробників і власників «кранів» здебільшого регулюється самостійно.
2017 року велике обурення викликав відкрився в Китаї автомат з живим кошеням всередині .